# Édouard Peisson
Édouard Peisson (* 7. März 1896 in Marseille; † 2. September 1963 in Ventabren) war ein französischer Schriftsteller.

## Leben und Werk
Édouard Peisson wurde mit 18 Jahren Seemann und blieb es während des Ersten Weltkriegs. Von 1918 bis 1923 war er Kapitän der Compagnie Générale Transatlantique. Von 1925 bis 1929 war er Präfekturangestellter. Dann lebte er vom Schreiben seefahrtbezogener Abenteuerromane.  Von seinen fast 40 Büchern wurden 11 auch ins Deutsche übersetzt. Er gehörte zu den Freunden von Blaise Cendrars. Man hat von ihm als dem französischen Conrad gesprochen.

## Werke

### Sammelschrift 2007
- Le sel de la mer et autres œuvres. Hrsg. Dominique Le Brun.  Omnibus, Paris  2007.

darin:
- Hans le marin. Grasset, 1929. (Film von François Villiers, deutsch: Die Hafenbar von Marseille, 1949)
  - (deutsch) Abenteuer in Marseille. Ein Roman. Bruno Cassirer, Berlin 1930.  (übersetzt von Wolfgang von Einsiedel)
- Parti de Liverpool. Grasset, 1932.
- Passage de la ligne. Grasset, 1935.
- Capitaines de la route de New York. Roman. Grasset, 1953.
  - (deutsch) Kapitäne auf großer Fahrt. Kiepenheuer, Weimar 1958. (übersetzt von Noa Kiepenheuer)
- Le sel de la mer. Grasset, 1954.
  - (deutsch) Das Salz des Meeres. Kiepenheuer, Weimar 1959. (übersetzt von Noa Kiepenheuer)
  - (deutsch) Das Salz des Meeres. Auf grosser Fahrt. Kiepenheuer & Witsch, Köln 1959. (übersetzt von Elisabeth Serelmann Küchler)
- Dieu te juge! Grasset, 1955.
  - (deutsch) Das Gericht. Kiepenheuer, Weimar 1961. (übersetzt von Noa Kiepenheuer)

### Weitere Werke
- Ballero, capitaine. 1929.
- Le courrier de la mer Blanche. 1929.
- Malheur d’être seul. Joëlle. 1930.
- L’étoile noire. Grasset, 1931.
- Une femme. Valois, 1931. Grasset, 1954.
  - (deutsch) Eine verlassene Frau. Universum-Bücherei für Alle, Berlin 1931. (übersetzt von Paul Baudisch, 1899–1977; eingeführt von Hans von Zwehl)
- Gens de mer. Grasset, 1934.
  - (deutsch) Seeleute. Roman. Kiepenheuer, Weimar 1951. (übersetzt von Noa Kiepenheuer)
- Le Chalutier 304. Grasset, 1935.
- Mer Baltique. Grasset, 1936.
- Le Pilote. Grasset, 1937.
- Le Voyage d’Edgar. Grasset, 1938. (Grand Prix du Roman 1940 der Académie française)
  - (deutsch) Edgars Reise. Kiepenheuer, Weimar 1947. (übersetzt von Noa Kiepenheuer)
- La Carte marine. Grasset, 1939. (Erzählungen)
- L’Aigle de mer. Grasset, 1941.
  - (deutsch) Der Seeadler. Roman.  Kiepenheuer, Köln 1949. (übersetzt von Erich Sörensen)
- Jacques Cartier navigateur. Didier, Toulouse 1941.
- A destination d'Anvers. Grasset, 1943.
- L’Homme de mer. Flammarion, 1943.
- L’Anneau des mers. Roman. Flammarion, 1945.
- L’homme couvert de dollars ou la curieuse histoire de l’homme à la montre au boîtier d’acier. Roman. Grasset, 1946.
- Les Écumeurs. Roman. Flammarion, 1947.
- Les démons de la haute mer. Flammarion, 1948.
- Hommes de mer. Flammarion, 1948.
- La Mer est un pays secret. Grasset, 1948.
- Les Rescapés du Nevada. France-Illustration, 1949. Flammarion, 1950.
  - (deutsch) Die Überlebenden. Roman. Kiepenheuer Witsch & Co., Köln 1952. (übersetzt von Erich Sörensen)
- Une certaine nuit. Grasset, 1950.
  - (deutsch) In einer gewissen Nacht. Kiepenheuer, Weimar 1953. (übersetzt von Noa Kiepenheuer)
- Le garçon sauvage. Roman. Fayard, 1950.
- Pôles. L’étonnante aventure de Roald Amundsen. Grasset, 1952. (Grand Prix de la Mer 1951)
  - (deutsch) Roald Amundsen. Das seltsame Abenteuer seines Lebens. Kiepenheuer, Weimar 1953. (übersetzt von Noa Kiepenheuer)
- Ian Seifer du «Jordaan». Flammarion, 1954.
- La route du Pôle sud. Grasset, 1957.
- Thomas et l’ange. Grasset, 1959.
- Le quart de nuit. Roman. Grasset, 1960.
- Grampus. Roman. Grasset, 1962.
- Le Cavalier nu. Roman. Grasset, 1963.